# Oliver Helander
Oliver Helander (1º gennaio 1997) è un giavellottista finlandese.

## Palmarès
| Anno | Manifestazione    | Sede       | Evento                 | Risultato | Prestazione | Note                                     |
| ---- | ----------------- | ---------- | ---------------------- | --------- | ----------- | ---------------------------------------- |
| 2013 | Mondiali U18      | Donec'k    | Lancio del giavellotto | 4º        | 75,36 m     |                                          |
| 2015 | Europei U20       | Eskilstuna | Lancio del giavellotto | 7º        | 74,81 m     |                                          |
| 2017 | Europei U23       | Bydgoszcz  | Lancio del giavellotto | 7º        | 74,46 m     |                                          |
| 2018 | Europei           | Berlino    | Lancio del giavellotto | 16º (q)   | 76,64 m     |                                          |
| 2019 | Mondiali          | Doha       | Lancio del giavellotto | 19º (q)   | 80,36 m     |                                          |
| 2019 | Mondiali militari | Wuhan      | Lancio del giavellotto | 4º        | 74,62 m     |                                          |
| 2021 | Giochi olimpici   | Tokyo      | Lancio del giavellotto | 17º (q)   | 77,81 m     |                                          |
| 2022 | Mondiali          | Eugene     | Lancio del giavellotto | 8º        | 82,24 m     |                                          |
| 2023 | Mondiali          | Budapest   | Lancio del giavellotto | 7º        | 83,38 m     |                                          |
| 2024 | Europei           | Roma       | Lancio del giavellotto | Bronzo    | 85,75 m     | Miglior prestazione personale stagionale |
| 2024 | Giochi olimpici   | Parigi     | Lancio del giavellotto | 9º        | 82,68 m     |                                          |